# لوسی کوچاریان
لوسی کوچاریان (ارمنی: Լյուսի Քոչարյան؛ انگلیسی: Lucy Kocharyan؛ زادهٔ ۱۹۸۴) روزنامه‌نگار، مجری رادیویی اهل ارمنستان است. وی در رادیوی عمومی ارمنستان فعالیت می‌کند.

## زندگی‌نامه
وی در ۱۹۸۴ در جمهوری شوروی سوسیالیستی ارمنستان به دنیا آمد  وی همچنین برنده جوایزی همچون جایزه بین‌المللی زنان شجاع شد.